# Tina Schwichtenberg

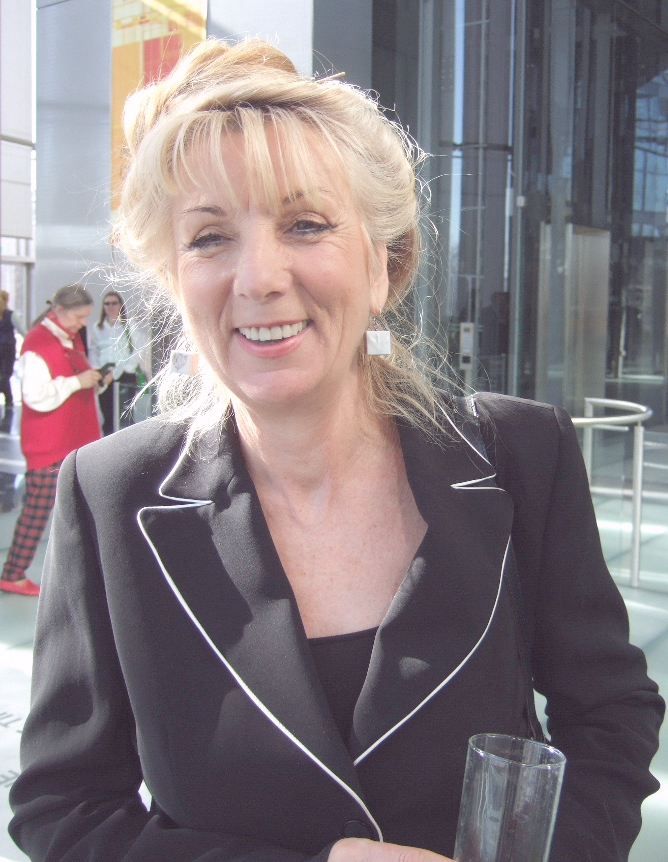
Tina Schwichtenberg (2007)

Tina Schwichtenberg (* 7. März 1944 in Kiel) ist eine deutsche Bildhauerin und Aktionskünstlerin.

## Leben
Im Jahr 1986 begann Tina Schwichtenberg in Kiel, Kunst an der Muthesius Kunsthochschule zu studieren. Nach dem Studium siedelte sie 1989 nach Berlin über. Heute lebt und arbeitet Tina Schwichtenberg in Berlin und Kiel. Sie ist mit Rolf Johanning verheiratet.

## Arbeiten

### Überblick
Zu den Arbeiten der Künstlerin gehören die von ihr entwickelte Mehl-Art, die Skulpturengruppe Frauen De Formation und besondere Aktionen zum Thema „Sich einmischen“ und „gegen die Gleichgültigkeit in der Welt“'.

„Mir liegt nicht nur an der rein ästhetischen Aussage meiner Kunst (…) Ich lebe sehr bewusst, sehr intensiv in meiner Zeit, und so fallen mir Dinge auf, die mir aufs Gemüt schlagen, die mich lachen und wütend machen, die mich tief berühren oder lange Zeit innerlich beschäftigen. Daraus entstehen Ideen für Objekte, die ich mit Hilfe verschiedener Materialien und Techniken umsetze.“

### Mehl-Art
Mehl-Art spielt mit der Verwechslung von Mehl und Mail. Es sind temporäre Arbeiten, die in Innen- und Außenräumen realisiert worden sind. Dabei lässt die Künstlerin Texte aus Mehl entstehen, die sich auf den Ort beziehen, in dem sie realisiert werden. Zu diesen Orten gehören das Bundeskanzleramt in Berlin und der Post Tower in Bonn.

### Frauen De Formation

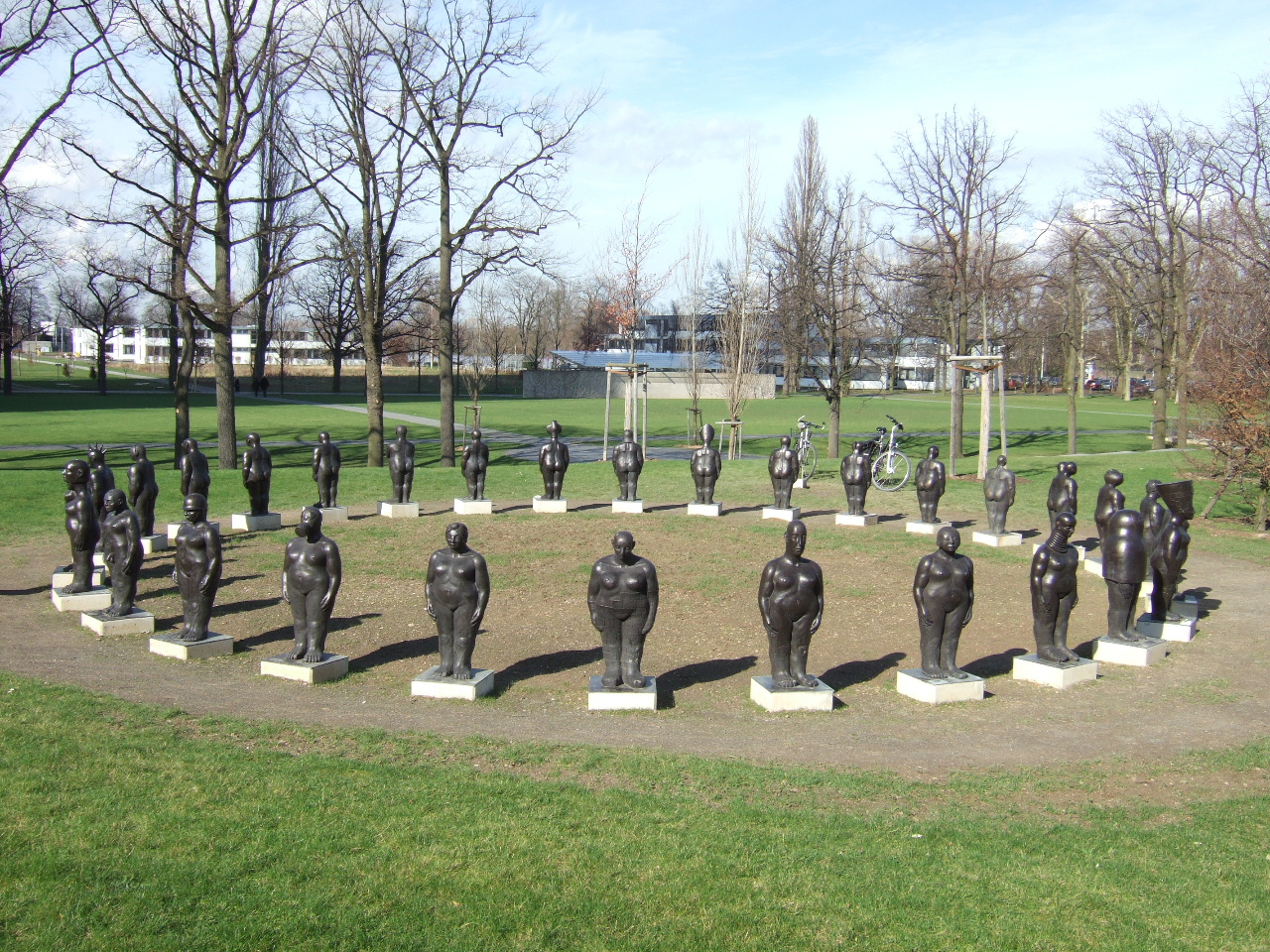
Frauen De Formation vor dem Post Tower in Bonn

Tina Schwichtenbergs Skulpturengruppe Frauen De Formation ist in einem Arbeitsprozess seit 1988 entstanden und umfasst heute mehr als 100 Bronzefiguren. „Es war meine Tochter“, so die Künstlerin, „die mir für die erste Skulptur Modell stand. Diese Figur strahlte so viel Energie und Kraft aus, dass ich wusste, es lohnt sich, mit diesem Körper weiterzuarbeiten. So war die Idee geboren. Die Idee, aus der dann im Lauf der Zeit die ‚frauen-de-formation‘ entstand.“
In zahlreichen Ausstellungen im In- und Ausland ist die Formation in unterschiedlichen Konstellationen in den vergangenen Jahren gezeigt worden. Seit März 2007 steht eine kreisförmig angeordnete Skulpturengruppe bestehend aus 30 Figuren in der Bonner Rheinaue vor dem Posttower.

### Besondere Aktionen
- 1990er Jahre: Sanfte Ruhekissen; Die Künstlerin sammelte geschredderte Stasiakten, füllte sie in feste Klarsichtfolie, die in Kissenform vernäht wurden. Diese Ruhekissen verteilte sie.
- 1990er Jahre: Bosnisches Leinen; zum Gedenken an die im Jugoslawienkrieg ermordeten Frauen. 
Schwichtenberg fertigte aus weißen mit Tapetenleim verfestigten Tüchern mumienförmige Körper, die zugleich auch die Verhüllungskunst des Mittelalters deutlicht machte.[1]
- 1990er Jahre: Einige dicke Buchausgaben der Marx-Engels-Bände zerfranste Schwichtenberg zu Staubmopps[1]
- 1990er Jahre: Abgewickelte Landschaften; Bemalte dicke Rollbinden kommentierten unter diesem Titel die Arbeit der Treuhand[1]
- 2015: weiße Trauerschiffchen aus wetterfestem Paier gefaltet und auf Stöcke in flache Wasserbereiche gesteckt, erinnern an die zahllosen im Mittelmeer ertrunkenen Flüchtlinge. Gezeigt wurde diese Aktion zuerst in Berlin, gefolgt von Bonn im Frauen-Museum und schließlich in Gera. Die Thüringer Landesregierung ehrte die Künstlerin dafür mit dem Kunstpreis.[1]
- um 2023: eine eigene Bildserie nach dem Heinevers „Denk' ich an Deutschland in der Nacht, dann bin ich um den Schlaf gebracht“ zeigt Schwichtenbergs Sorge um die Erstarkung der AfD-Partei[1]
- 2023, 2024: Cutis Arborum (Haut der Bäume); die Künstlerin umwickelt Straßenbäume an gut sichtbarer Stelle mit weißen Mullbinden und weist damit auf die drohende Klimakatastrophe hin.[1]

## Ausstellungen (Auswahl)
- 1989: Frei Berliner Kunstausstellung mit der Gruppe Frauen-De-Formation (siehe Bilder)
- 1991: Textilmuseum, Neumünster
- 1992: Adamson-Eric Museum, Tallinn, Estland
- 1993: Frauen-Museum, Bonn
- 1994: Philharmonie Berlin
- 1995: Kunststation Kleinsassen, Fulda
- 1996: Schloss Charlottenburg, Kleine Orangerie, Berlin
- 1997: Galerie Sagacho, Tokio, Japan
- 1997: Kunst in der Landschaft Prigglitz/Wien, Österreich
- 1998: Kulturzentrum Recoleta, Buenos Aires, Argentinien
- 1998: Dohjidai-Galerie, Kyoto, Japan (Klimakonferenz)
- 1999: Weifang und Jinan, China
- 1999: Gauck-Behörde, Berlin
- 2000: Galerie Goethe-Institut, New York, USA
- 2001: EXPO 2000, Hannover
- 2001: Ausstellung zum 3. Gabriele-Münter-Preis, Ausstellungshalle Leipzig-Plagwitz
- 2002: 1st UNI-World Women’s Conference und 1st UNI-World Congress, Berlin
- 2003: Berliner Dom
- 2004: Buxtehude, Installation im Außenraum
- 2005: Kulturcenter Rundetaarn, Kopenhagen
- 2024: Zum 80. Geburtstag der Künstlerin, Kulturpark Seekamp, Kiel[1]

## Veröffentlichungen
- Tiere modellieren. Ravensburg 1985, ISBN 978-3-473-45651-2.
- Schalen, Töpfe, Krüge formen ohne Töpferscheibe. Ravensburg 1987, ISBN 978-3-473-45662-8.
- Geschirr töpfern. Ravensburg 1987, ISBN 978-3-473-45667-3.